# Mamá Campanita
Mamá Campanita es una telenovela mexicana producida por Valentín Pimstein para la cadena Televisa en 1978. 
Fue protagonizada por Silvia Derbez y Laura Zapata junto a Enrique Lizalde y Raymundo Capetillo. Tuvo como antagonistas a Anita Blanch, María Idalia y Marilú Elizaga.

## Argumento
Carmen es una mujer pobre pero dulce y honesta, que en el funeral de su esposo conoce a Gerardo, quien fuera un antiguo alumno de su difunto marido. Al enviudar Carmen se va a vivir con su madre Ana, una mujer ruin y egoísta. Días después vuelve a encontrarse con Gerardo y entre los dos nace el amor. Se casan pese a la oposición de Doña Irene la madre de Gerardo, que no quiere a Carmen por ser pobre. Con las mejores intenciones, Carmen intenta evitar un escándalo en la familia al enterarse de que Elisa, la hermana de Gerardo engaña a su marido Pablo. Carmen interviene para evitar que Elisa y su amante huyan. La intrigante Doña Irene manda a su hijo a seguir a Carmen y éste al descubrirla con el amante de Elisa cree que ella es la que lo engaña, la desprecia y la abandona llevándose a la hija de ambos, Irene.
Debido a la tristeza Carmen va a parar a un sanatorio. Al cabo de unos años sale sólo para convertirse en una vendedora de lotería que lleva como único recuerdo de su hija una pequeña campana, por eso recibe el apodo de "Mamá Campanita". Ahora vive en una vecindad y jamás volvió a saber de su marido y su hija. Pero el destino hace que vuelva a encontrarse con Gerardo y aclaren el malentendido que hace años los separó. Sin embargo, cuando recién empiezan a vivir juntos de nuevo, Gerardo muere de un infarto. La muerte de Gerardo coincide con el regreso de Irene desde Estados Unidos. Carmen por hacer feliz a su orgullosa hija acostumbrada a los lujos, recibe la ayuda de un generoso joven, Gabriel, quien le regala un departamento y ropa nueva para que parezca una mujer rica. Ambos se enamoran, pero Beatriz una mujer inescrupulosa que está enamorada de Gabriel le revela la verdad a Irene y ella desprecia a su madre.
Desconsolada por el desprecio de su hija, Carmen vuelve a la vecindad, pero un día es asaltada y golpeada y pierde la memoria. Llega a la casa de una mujer rica y sus hijos quienes la acogen con cariño. Pasa un tiempo y Carmen empieza a recuperar la memoria, y gracias al sonido de su campanita recuerda la vecindad y a su amiga Ceci nombrarla Mamá Campanita y les dice a la mujer y sus hijos que ella se llama así. Recuerda todo su pasado y al ver en el periódico que Irene se va a casar ruega que la lleven a la iglesia. Mamá Campanita acude a la ceremonia pero se queda atrás para no ser vista. Cuando la ceremonia termina y ella se dispone a esconderse su campanita suena involuntariamente, todo en la iglesia voltean a verla e Irene, arrepentida de haber despreciado a su madre corre a abrazarla al igual que todos los presentes.

## Elenco
- Silvia Derbez - Carmen Solís vda. de Rodena / Mamá Campanita
- Laura Zapata - Irene Rodena
- Enrique Lizalde - Gerardo Rodena
- Raymundo Capetillo - Gabriel Carbajal
- María Idalia - Beatriz
- Anita Blanch - Doña Ana
- Marilú Elizaga - Doña Irene
- Estela Chacón - Cecilia "Ceci"
- Graciela Bernardos - Elisa
- Claudio Obregón - Pablo
- Silvia Caos - Josefina
- Otto Sirgo - Enrique
- Dina de Marco - Lucero
- José Elías Moreno - Polo
- Maricruz Nájera - Martina
- Carmen Cortés - Sra. Campos
- Raúl Boxer - Alejandro
- Julieta Egurrola
- Luis Couturier
- Rafael Sánchez Navarro
- Beatriz Moreno

## Versiones
- Mamá Campanita es versión de la telenovela La Duquesa producida por Valentín Pimstein para Telesistema Mexicano (hoy Televisa) en 1966 y protagonizada por Sara García, Belén Diaz y Miguel Córcega.